# Emydura subglobosa
La tortuga payaso (Emydura subglobosa) es una especie de tortuga de la familia Chelidae nativa de Australia y Nueva Guinea.

## Descripción y comportamiento
Es generalmente uno de los miembros más coloridos de la familia. 
La tortuga payaso es un animal acuático durante toda su vida, pasando la mayor parte del tiempo sumergida. Solamente la hembra abandona el agua para la puesta de huevos. Es omnívora, pero prefiere la comida de origen animal y pueden llegar a medir 30 cm de longitud. Los machos tienen esperma todo el año en los epidídimos. Las hembras de especies acumulan vitelo en los ovarios desde finales del verano hasta el invierno. Durante la temporada de reproducción, los machos hacen cortejo. Una vez que se completa, comienza el apareamiento y las cloacas se tocan. Permanecen juntos durante muchas horas, aunque la cópula puede ocurrir solo por un corto tiempo. Este proceso de apareamiento puede ocurrir más de una vez durante varios días y puede involucrar a múltiples parejas en un momento dado.

## Mascota
Para mantener esta especie se utiliza un gran acuario de 75 galones de agua. También se pueden dar como alimento insectos, peces, y pellets. [cita requerida]
Australia prohíbe la exportación de especies capturadas en el medio silvestre, por lo que todas las especies capturadas son de Nueva Guinea. La mayoría de los países del mundo crían estos animales para satisfacer la demanda del mercado exótico. Incluidos Estados Unidos, Hong Kong y Taiwán.[cita requerida]